# Buixra al-Àssad
Buixra al-Àssad (àrab: بُشْرى ٱلْأَسَد, Buxrà al-Asad; el Caire, 24 d'octubre de 1960) és una política siriana. És la filla gran (i única noia) de Hafez al-Àssad, qui va ser el president de Síria del 1971 al 2000. És, per tant, la germana gran de l'actual president sirià Baixar al-Àssad. És també la vídua d'Assef Xawkat, que va ser el cap adjunt de l'estat major de les Forces Armades de Síria i antic cap de la Intel·ligència Militar de Síria, que va morir en una explosió el 18 de juliol de 2012.
Com a resultat de la Guerra Civil de Síria, el març de 2012 va entrar en una llista de figures del govern sirià que estaven subjectes a sancions econòmiques i prohibicions de viatge de la Unió Europea. El 28 de setembre de 2012, es va informar que Buixra al-Àssad havia fugit de Síria amb els seus cinc fills per buscar refugi als Emirats Àrabs Units. El gener de 2013, Buixra al-Àssad es va unir a la seva mare Anisa Makhluf a Dubai.

## Biografia
Es diu que Buixra va tenir una estreta relació amb el seu pare Hafez al-Àssad i, segons es diu, va tenir un paper important en el lideratge durant els últims anys de la seva vida, sobretot quan la salut d'Hafez va començar a fallar durant la dècada de 1990. Les tasques administratives i fins i tot bona part de la presa de decisions importants estaven essent delegades a Buixra, que va establir la seva pròpia oficina al costat de la del seu pare al Palau Presidencial. A finals de la dècada de 1970, acompanyava el seu pare durant les visites a l'estranger i va ser molt activa en la presa de decisions dins del seu cercle íntim, especialment en qüestions relacionades amb els afers econòmics i exteriors, fet que va fer especular que se la considerava per a un paper de lideratge important o, fins i tot, possible successió.

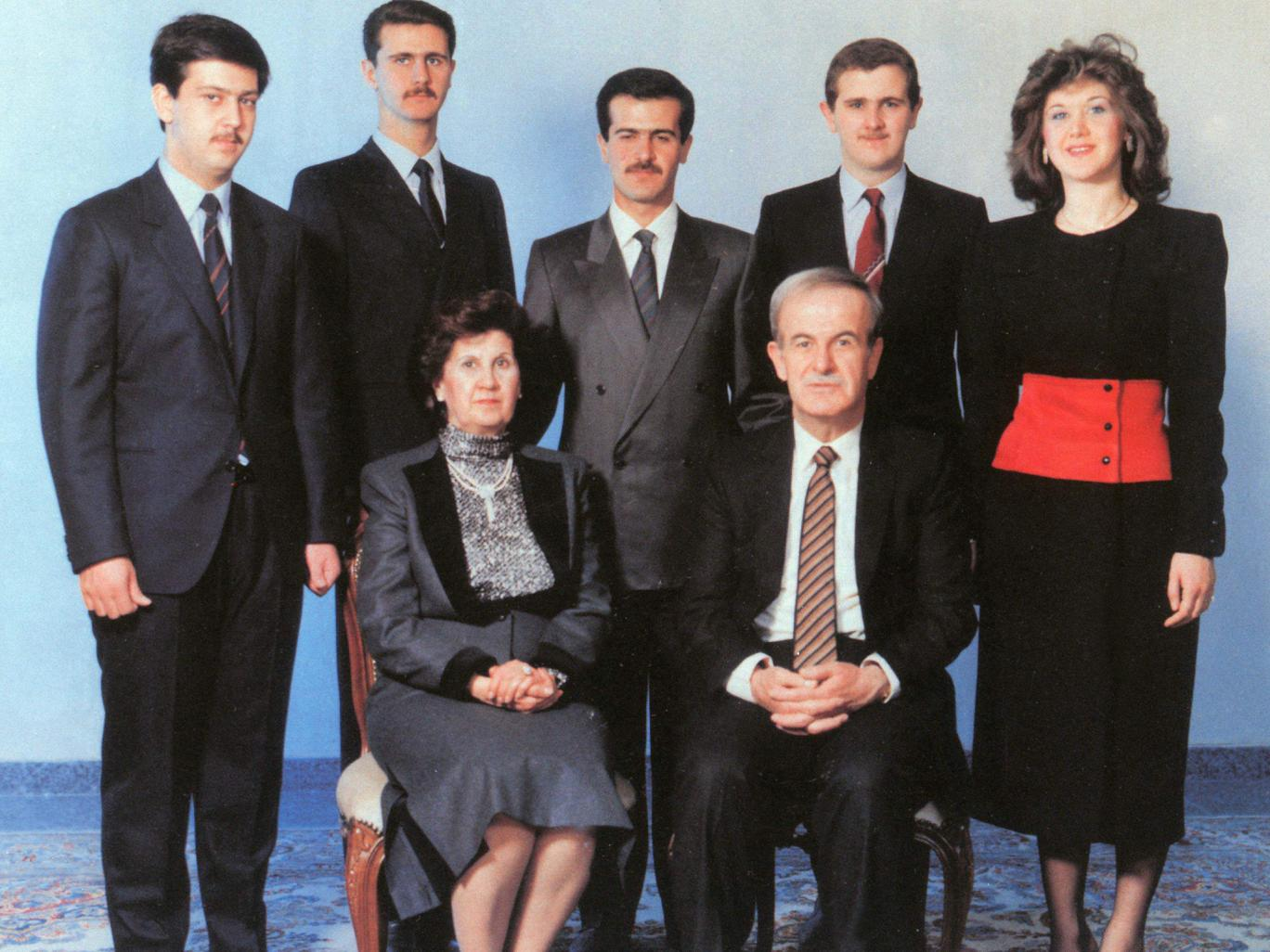
Buixra al-Àssad en una foto de família.

Malgrat tot, a la dècada de 1980 el seu germà petit Bassel va assumir aquest paper i després de 1994, ho va fer el seu altre germà, Baixar. En ambdós casos, va intentar lluitar per la successió, especialment després de la selecció de Baixar, creient que era incompetent per a aquell paper. S'ha considerat que si no hagués estat pel seu gènere, hauria estat preparada per a la presidència. Quan el 1984 el seu oncle Rifat al-Àssad va intentar usrpar el poder Buixra al-Àssad va ajudar a convèncer el seu pare que empresonar-lo deshonraria la família.
Buixra es va llicenciar en farmàcia el 1982 per la Universitat de Damasc. A la universitat va fer amistat amb Buthaina Xaaban, que després va ser membre del gabinet sirià. Algunes fonts informen que Xaaban va presentar-li a Xawkat, un home casat i oficial de l'exèrcit, 10 anys més gran que ella i que, segons es diu, amb fama de faldiller. Malgrat l'oposició familiar, Buixra es va acabar casant amb Xawkat el 1995.
Des de la mort del seu germà Bassel al-Àssad el 1994, se li atribueix a Buixra una influència creixent a Síria. Va tenir un paper important en el desenvolupament de la indústria farmacèutica de Síria. Va treballar per al seu difunt marit amb qui va obtenir acceptació i reconeixement. A finals de la dècada de 1990, Xawkat va assumir funcions clau de seguretat dins de l'aparell militar i d'intel·ligència de Síria.
Sembla que van existir tensions entre Buixra i la primera dama de Síria, la seva cunyada Asma al-Àssad. Des del matrimoni d'Asma amb el president sirià l'any 2000, Asma va desafiar les convencions socials en aparèixer amb freqüència en públic i als mitjans. Buixra desaprovava que Asma assumís un paper tan públic.
Buixra al-Àssad es va traslladar als Emirats Àrabs Units el setembre de 2012 després de la mort del seu marit en l'explosió d'una bomba. Encara que els rebels van reivindicar-ne la responsabilitat, es va especular que el règim del seu germà podria haver-hi tingut alguna cosa a veurer. Buixra viu a Dubai amb els seus cinc fills.
La seva filla, Anisa, estudiava disseny espacial a la Universitat de les Arts de Londres, tot i ser membre d'una família subjecta a sancions internacionals. Més tard, l'Agència Nacional del Crim va confiscar les 25.000 lliures esterlines restants al seu compte bancari.